# Horacio Massaccesi
Horacio Massaccesi (Villa Regina, Río Negro; 12 de septiembre de 1948) es un abogado y político argentino, perteneciente a la Unión Cívica Radical que se desempeñó dos veces como gobernador de la provincia de Río Negro. En 1995 fue candidato de su partido a presidente de la nación, obteniendo el tercer lugar.

## Biografía
Horacio Massaccesi nació en Villa Regina, Río Negro. En 1984 el entonces gobernador radical Osvaldo Álvarez Guerrero lo designa a cargo del Ministerio de Gobierno de la provincia. En 1985 obtiene por la UCR de Río Negro una banca en el congreso de la Nación hasta que el 6 de septiembre de 1987 es electo gobernador. En el medio de la derrota nacional del gobierno radical de Alfonsín, Río Negro junto con Córdoba eran las únicas provincias en que la UCR había logrado ganar las gobernaciones.Durante su gobierno se produjo la privatización del Banco de Río Negro, por el que posteriormente sería investigados y condenados varios de sus funcionarios, el 2004 el primer juicio por las irregularidades en  el proceso de privatización concluyó con la condena a Edgar Massaccesi, hermano del gobernador y Francisco Ricciardulli secretario desde gobierno a tres años de prisión en suspenso por «fraude a la administración pública»En otra causa por desfalco serían condenados el ex ministro de Economía, Edgar Massaccesi; el ex gerente general del Banco Provincia, Francisco Ricciardulli, y el expresidente del BPRN, Rubén Rodríguez, en el juicio por corrupción más importante en la historia rionegrina por el accionar de funcionarios y empresarios en el otorgamiento de créditos millonarios a empresas insolventes por parte del
Banco provincial.
En 1991, fue reelecto gobernador venciendo a Víctor Sodero Nievas del Partido Justicialista. 
Distanciado de Álvarez Guerrero -su antecesor en la gobernación de Río Negro y mentor- Massaccesi lidera el radicalismo de su provincia y planteaba una relación con el presidente justicialista Carlos Menem que le valió el apodo despectivo del "Menem rubio". 
El 3 de octubre de 1993 se realizaron elecciones legislativas en las que triunfó el Partido Justicialista con alrededor del 43% de los votos en todo el país frente al 30% de la UCR. Fue señalado junto con el exministro de Desarrollo Social, el radical, Daniel Sartor, por la utilización de fondos públicos para “comprar” militantes en la interna radical de Río Negro.
En las elecciones de convencionales constituyentes del 10 de abril de 1994, confirman la debacle electoral de la UCR a nivel nacional (2 millones de votos perdidos desde el 3 de octubre del año anterior), el gobernador Massaccessi representa a su provincia como convencional en Santa Fe. 
Pese a contar con el apoyo de Raúl Alfonsín y de los caudillos radicales del interior, incluidos los gobernadores radicales, se planteó la irreductible precandidatura a la presidencia del diputado bonaerense Federico Storani, lo que decidió a Angeloz a desistir de una nueva candidatura presidencial por la UCR. En mayo del año 2000 Massaccesi se vio implicado en una denuncia, cuando el  ministro de Desarrollo Social, Daniel Sartor, utilizó fondos públicos para “comprar” militantes en la interna radical de Río Negro, el escándalo se dio por la repartición subsidios, pasajes y dinero del gobierno para comprar voluntades. El entonces ministro radical de Desarrollo Social, Daniel Sartor, habría firmado un “compromiso” con José Alvarado, un militante radical que consistía en la entrega de comida, de subsidios para 15 personas y el pago del alquiler de la casa de Alvarado, dicho papel fue retenido por Massaccesi, en una grabación aparecía Massaccesi diciendo “otra cosa que quiero explicarte es que el subsidio que le di a tu mujer de 180 pesos –ahora tiene obra social también– equivale a unos 20 mil dólares en 10 años y eso nadie te lo puede quitar”
 En 1994, Sartor finalmente sería acusado penalmente por desviar fondos de ahorristas a su cuenta personal.
Presentada la precandidatura presidencial de Storani, y con la posibilidad de acuerdos de este con Carlos "Chacho" Álvarez y José Octavio Bordón en lo que daba en llamar el "espíritu del Molino", la mayoría de la dirigencia radical respaldó a Horacio Massaccesi -gobernador de la Provincia de Río Negro- y vicepresidente del Comité Nacional de la UCR como una opción para evitar que Storani ganara el liderazgo partidario y eventualmente forzara un acuerdo con los dirigentes que finalmente conformaron el Frepaso.
Acompañado como precandidato a vicepresidente por el diputado y constitucionalista cordobés Antonio María Hernández, Massaccesi, quien era cuestionado por su presunta cercanía con el presidente Menem. [cita requerida]La candidatura presidencial de Massaccesi supuso una estrepitosa derrota para la UCR, que en las elecciones generales del 14 de mayo de 1995 obtuvo el 17% de los votos, quedando relegado al tercer lugar, debajo de los candidatos del Frepaso. En 2001 se presentó ante la jueza que pidió su desafuero. Cuando salió del juzgado recibió pedradas y huevazos · Luego habló ante los senadores· Está acusado por la incautación de fondos del Banco Central, en 1997.
Pese a que su eslogan en la interna radical había sido que él representaba a un radicalismo ganador, no pudo ganar en su propia provincia, donde se impuso el presidente Menem. En rigor, el desempeño de Massaccesi como candidato fue más pobre que el de la UCR como partido, puesto que las listas de diputados nacionales del radicalismo obtuvieron mayor número de votos que la fórmula presidencial e incluso superaron a los votos del Frepaso. Fue muy importante el corte de boleta por parte de votantes radicales hacia el candidato del Frepaso José Octavio Bordón.
Respecto a la construcción del Central hidroeléctrica Salto Andersen que fue calificada como el "Yacyretá rionegrino" y "monumento a la corrupción", ya que costo de la obra se infló en más de un cien por ciento de su valor real, un legislador recordó que la construcción pertenece a la empresa española Isolux, que "llamativamente tiene como director Ejecutivo al ex gobernador Horacio Massaccesi".
El 5 de julio de 1991, dicta un decreto-ley disponiendo la incautación de 15 millones de dólares de propiedad del Banco Central de la República Argentina que estaban puestos en custodia en la bóveda instalada en el subsuelo del edificio del Banco Provincia de Río Negro, por lo que años después sería condenado a tres años de prisión en suspenso y a la inhabilitación absoluta perpetua para ejercer cargos públicos al ser considerado autor penalmente responsable del delito de malversación de caudales públicos en la figura de peculado.
En diciembre de 1995, tras ocho años de gobierno, Massaccesi fue reemplazado como gobernador por Pablo Verani, también radical, siendo electo por la legislatura rionegrina como senador nacional, cargo que desempeó hasta diciembre de 2001. En las elecciones la dupla Massaccesi – Hernández consiguió 17% de los votos. Es autor del libro "Haceme Senador", Ediciones del Autor, noviembre de 2003. (ISBN 978-987-43-6840-9).

## Condena por malversación de caudales públicos
En 2005 fue condenado a tres años de prisión en suspenso y a la inhabilitación perpetua para ejercer cargos públicos en primera instancia por ser encontrado culpable del delito de malversación de caudales públicos al haber incautado 16,6 millones de pesos del Banco Central. El fallo se encuentra apelado. El hecho ocurrió el 4 de julio de 1991 cuando Massaccesi ejercía el cargo de gobernador. En aquella ocasión incautó los fondos del Tesoro de la sucursal regional del Banco Central para pagar los sueldos atrasados de los jubilados y la administración pública lo que le valió la enemistad con el entonces Ministro de Economía de la Nación, Domingo Cavallo. En su defensa, Massaccesi argumentó que debió tomar esa decisión por la demora de la Nación en enviarle la cuota en concepto de coparticipación federal.

## Regreso a la política
En las Primarias Abiertas Simultáneas y Obligatorias (PASO) de 2013 fue precandidato de la UCR para el cargo de Senador Nacional, enfrentándose al exgobernador Miguel Saiz y a Fernando Chironi, quedando segundo por detrás de Saiz.
Desde diciembre de 2014 es presidente de la UCR de Río Negro, cargo al que llegó luego de ganar los comicios internos de ese partido en los que obtuvo el 62% de los votos (con bajo nivel de participación: sólo el 20% del padrón partidario -unos 9.500 afiliados- concurrió a las urnas) y venciendo a Leonardo Ballester. En 2015 se presentó a elecciones como candidato a gobernador por la UCR, pese a que recibió el apoyo de todo el partido a nivel nacional, obtuvo sólo el 3% de los votos.